# Asura geodetis
Asura geodetis là một loài bướm đêm thuộc phân họ Arctiinae, họ Erebidae.